# Mała doboszka (serial telewizyjny)
Mała doboszka (oryg. The Little Drummer Girl) – miniserial telewizyjny produkcji brytyjskiej stacji telewizyjnej BBC One i amerykańskiej stacji kablowej AMC, który jest luźną adaptacją powieści pod tym samym tytułem autorstwa Johna le Carré.
Serial był emitowany od 28 października 2018 roku przez BBC One, natomiast w Polsce od 5 grudnia 2018 roku przez Canal+.

## Fabuła
Serial opowiada o Charmian „Charlie” Ross – aktorce, która zostaje wciągnięta w aferę szpiegowską. Kobieta staje się przynętą na najniebezpieczniejszego terrorystę.

## Obsada
- Florence Pugh jako Charmian „Charlie” Ross[4]
- Alexander Skarsgård jako Gadi Becker[4]
- Michael Shannon jako Martin Kurtz[5]
- Michael Moshonov jako Litvak
- Clare Holman jako Miss Bach
- Kate Sumpter jako Rose
- Gennady Fleyscher jako Schwilli
- Amir Khoury jako Michel
- Charles Dance jako Picton.
- Simona Brown jako Rachel
- Alexander Beyer jako Dr. Paul Alexis
- Max Irons jako Al
- Katharina Schüttler jako Helga
- Bethany Muir jako Sophie

## Odcinki
| Nr | Tytuł     | Reżyseria      | Scenariusz      | Premiera w BBC One   | Premiera w Canal+ |
| -- | --------- | -------------- | --------------- | -------------------- | ----------------- |
| 1  | Episode 1 | Park Chan-wook | Michael Lesslie | 28 października 2018 | 5 grudnia 2018    |
| 2  | Episode 2 | Park Chan-wook | Michael Lesslie | 4 listopada 2018     | 5 grudnia 2018    |
| 3  | Episode 3 | Park Chan-wook | Claire Wilson   | 11 listopada 2018    | 12 grudnia 2018   |
| 4  | Episode 4 | Park Chan-wook | Michael Lesslie | 18 listopada 2018    | 12 grudnia 2018   |
| 5  | Episode 5 | Park Chan-wook | Claire Wilson   | 25 listopada 2018    | 19 grudnia 2018   |
| 6  | Episode 6 | Park Chan-wook | Claire Wilson   | 2 grudnia 2018       | 19 grudnia 2018   |

## Produkcja
Na początku listopada 2017 roku stacje BBC One oraz AMC zamówiły miniserial.
W tym samym miesiącu poinformowano, że główne role zagrają Alexander Skarsgård i Florence Pugh.
Pod koniec stycznia 2018 roku ogłoszono, że Michael Shannon otrzymał rolę jako Martin Kurtz, szefa izraelskiej siatki szpiegowskiej.